# Mounir Mahjoubi
Mounir Mahjoubi (Parijs, 1 maart 1984) is een Frans politicus van Marokkaanse oorsprong die van 2017 tot 2019 staatssecretaris van Digitaal was.

## Levensloop
De ouders van Mounir Mahjoubi komen uit Afourar, in de regio van Béni-Mellal (Marokko), en emigreerden naar Frankrijk in de jaren negentienzeventig. Vader was huisschilder en moeder werkvrouw.
In 1997, toen hij dertien was, won hij de wedstrijd voor jonge uitvinders, georganiseerd door Science et Vie Junior. In 2000, hij was toen zestien, begon hij naast zijn studies halftijds te werken bij Club Internet, waar hij technische taken uitvoerde in het oproepcentrum. Hij werd er vakbondsafgevaardigde voor de CFDT.
Toen hij achttien was, sloot hij zich voor een tijdje aan bij de Parti socialiste. In 2006 nam hij deel aan de oprichting van Ségosphère, een webstek gemaakt om het contact tussen Ségolène Royal en de jonge generatie te vergemakkelijken. In 2009 verwierf hij een master in financies en strategie bij Sciences Po.
In 2012 leverde hij diensten aan de campagne van François Hollande, op het gebied van digitalisering.
In februari 2016 benoemde Hollande hem tot voorzitter van de  Conseil national du numérique met als voornaamste opdrachten: 
- de digitalisering van de kleine en middelgrote ondernemingen,
- de conversie binnen de universiteiten en het ondersteunen van de zwakkere onder hen.

In januari 2017 nam hij ontslag en zette zich voltijds in voor de verkiezingscampagne van Emmanuel Macron als adviseur digitale strategie. Op 6 april 2017 werd hij kandidaat in Parijs van La République en marche ! voor de komende parlementsverkiezingen.

## Ondernemer
In 2010 stichtte hij, met Guilhem Chéron en Marc-David Choukroun, de vennootschap Equanum, die ten behoeve van landbouwers en ambachtslui een internetplatform aanbiedt voor de directe verkoop van hun producten. Hij verliet de vennootschap voor de presidentscampagne van François Hollande.
Van 2013 tot 2016 was hij adjunct-directeur-generaal van BETC Digital. In september 2016 richtte hij de onderneming French Bureau op, een start-up die zich richt tot grote vennootschappen, om ze te begeleiden in hun innovatie-activiteiten.

## Minister
Op 17 mei 2017 werd hij benoemd tot staatssecretaris voor de digitalisering in de Regering-Philippe I.
Op 18 juni 2017 werd hij verkozen tot volksvertegenwoordiger, met 51,5 % van de stemmen in zijn Parijse kiesomschrijving (negentiende arrondissement).
Hij nam ontslag uit de regering Philippe II op 27 maart 2019, teneinde zich voor te bereiden op de Parijse gemeenteraadsverkiezingen in 2020.